# Apollinaire d'Alexandrie
Apollinaire  (en grec Άπολλινάριος) fut patriarche melkite d'Alexandrie de 551 à sa mort en 569.

## Carrière
Il fut désigné par l'empereur Justinien après la déposition en juillet 551 de son prédécesseur Zoïle d'Alexandrie, qui avait refusé de contresigner le nouvel édit de l'empereur sur les Trois Chapitres. Apollinaire était sans doute un ancien général (dux), qui passa directement d'une fonction de chef militaire à un poste de responsable ecclésiastique, ce qui n'était pas illégal à l'époque. Il arriva à Alexandrie fin 551 avec son frère Agathon, que l'empereur avait nommé trésorier de l'Église de la ville, laquelle était fabuleusement riche. Agathon fit arrêter son prédécesseur Eustochios, accusé d'irrégularités, mais celui-ci parvint à s'échapper et à gagner Constantinople, où il s'attira la faveur de Justinien puisqu'il fut nommé l'année suivante, curieusement, patriarche de Jérusalem.
Apollinaire arrivait décidé à employer des méthodes militaires très brutales face à une population majoritairement très hostile à l'Église officielle. Dès la première messe qu'il célébra dans la cathédrale Saint-Marc, il s'adressa à la foule des fidèles dans un langage sans aucune diplomatie ni tact ; il faillit être lapidé. Il n'en fut pas du tout démonté. Le dimanche suivant, il convoqua tout le peuple à la cathédrale pour donner lecture des lettres impériales qu'il avait apportées. Les Alexandrins s'y rendirent en masse. Après avoir lu un exposé de la foi du concile de Chalcédoine, rejetée par la majorité de la population, il ajoute ces mots, étranges dans la bouche d'un ecclésiastique : « Pervers Alexandrins, si vous revenez à la vérité et abandonnez l'hérésie monophysite, tout ira bien ; dans le cas contraire, je crains pour vous que l'empereur n'envoie ici un de ses officiers, qui répandra votre sang, fera violer vos femmes, et rendra vos enfants orphelins ». La foule répond de nouveau par des volées de pierres. Mais Apollinaire a cette fois tout prévu : il a fait encercler discrètement la cathédrale par l'armée, et donne l'ordre de l'assaut. La foule présente est entièrement massacrée. Les tueries se poursuivent dans les rues et même dans les couvents de la ville. Il y eut en ce seul jour des milliers de morts.
Ce massacre marqua durablement l'esprit des Alexandrins. Une haine s'installa contre l'empereur Justinien, et aussi contre l'Église byzantine officielle. Dans le court terme, Apollinaire, par ce régime de terreur, fit disparaître toute présence monophysite visible à Alexandrie. Les moines se réfugièrent dans le Ouadi Natroun ou en Haute-Égypte.
Apollinaire participa en personne au deuxième concile de Constantinople en mai 553.